# Cleistes rodriguesii
Cleistes rodriguesii är en orkidéart som först beskrevs av Célestin Alfred Cogniaux, och fick sitt nu gällande namn av Marcos Antonio Campacci. Cleistes rodriguesii ingår i släktet Cleistes, och familjen orkidéer. Inga underarter finns listade i Catalogue of Life.